# Doc Pomus
Doc Pomus (egentligen Jerome Solon Felder), född 27 juni 1925 i Brooklyn i New York, död 14 mars 1991 på Manhattan i New York, var en amerikansk sångare och låtskrivare inom bluesgenren. Han är mest känd som textförfattare till många rock & roll-hits. Han blev 1992 upptagen i Rock and Roll Hall of Fame och Songwriters Hall of Fame samt 2012 i Blues Hall of Fame.
Pomus föddes i Brooklyn och hans föräldrar var judiska immigranter. Han drabbades som ung av polio och använde därför kryckor, sedermera en rullstol. Han dog av lungcancer.